# Пригожин Юхим Ілліч
Пригожин Юхим Ілліч (12 листопада 1914, м. Орел, РСФСР, СРСР — 19 листопада 1999, м. Жовті Води, Україна) — радянський, український науковець, інженер, суспільний діяч, ветеран Другої світової війни. Лауреат Ленінської премії 1959 р., почесний житель міста Жовті Води (Україна, Дніпропетровська область). Двоюрідний дід найманця Євгена Пригожина.

## Життєпис

### Освіта
Юхим Ілліч Пригожин народився в російському місті Орлі. Батько майбутнього вченого займався ремеслами і виховував двох дітей. Другий син — Євген Ілліч Пригожин.
У віці 15 років Юхима зачисляють до робочого колективу майстерні точної механіки учнем, де він опановує тонкощі слюсарства. Потім юнак працює на «Заводі імені Медвєдєва». Підприємство сьогодні відоме під назвою «Завод імені Медвєдєва — Машинобудування». Керівництво заводу направляє Юхима Пригожина навчатися до робітничого факультету в місто Сизрань, де він знаходиться до 1933 р. Через рік молодий спеціаліст їде в Москву, щоб серйозно освоїти інженерну справу. Він стає студентом Московського гірничого університету. Молодь обирає Юхима комсоргом факультету.
Перед війною (1940 р.) Пригожин отримує диплом інженера і поселяється в Воркуті, яке тоді було невеликим шахтарським селищем. На Печорі відчувався справжній кадровий голод. Юхима Ілліча Пригожина назначають головним інженером новоствореної шахти.

### Німецько-радянська війна
У зв'язку з нападом Німеччини на Радянський Союз Юхим Пригожин полишає інженерну справу і відправляється на війну, захищати Батьківщину. У серпні 1941 року він воює на Карельському фронті в складі артилерійської частини.
Капітан Юхим Ілліч Пригожин побував ще на Південно-Східному та 3-ому Українському фронтах. Пройшов з боями Угорщину, Югославію, Румунію, Австрію, Болгарію. Дослужився до звання підполковника.
Був нагороджений:
- орденом Червоної Зірки;
- орденом Червоного Прапора;
- орденом Великої Вітчизняної Війни (I, II ступені);
- медалями «За визволення Белграда», «За взяття Будапешта»

### Період наукової та суспільної діяльності
Після війни в Українській РСР для військових і господарських потреб, як стратегічну сировину, почали добувати велику кількість уранової руди. Для «мирного» атому швидкими темпами розроблялися Жовторіченське та Первомайське родовища. У Дніпропетровській області створювався спеціальний промисловий «Комбінат № 9» (п/с 27) закритого типу. Виконувалася постанова Ради Міністрів СРСР. Такі об'єкти в народі називали «поштовими скриньками». У 1966 році підприємство перейменовується на Східний гірничо-збагачувальний комбінат.
На закритий об'єкт Юхим Ілліч потрапляє в 1953 році. Керівництво швидко оцінює новаторський підхід російського інженера. Ідеї Пригожина втілюються в життя. Комуністична Партія та уряд Радянського Союзу нагороджують в 1951 р. здібного спеціаліста орденом Леніна та орденом «Трудового Червоного Прапора».
У 1957 році селище Жовта Ріка стає містом. Воно отримує нову назву — Жовті Води. В цей час Юхим Ілліч Пригожин активно працює над підвищенням темпів видобування сировини в Первомайському урановому родовищі. За комплексне вирішення такого складного питання, наукову роботу та впровадження високих технологій він нагороджується Ленінською премією (1959 р.).
У 1960 р. Юхим Пригожин очолює щойно створену на комбінаті Центральну науково-дослідну лабораторію автоматики. Творчий підхід у підборі молодих наукових кадрів до ЦНДЛА сприяв тому, що штат спеціалістів з 1964 року по 1970 рік збільшився в 30 разів і нараховував 1200 людей.
Лабораторія під керівництвом Пригожина займалася розробкою систем автоматизації та механізації. Ідеї інженера втілювалися у гірничому видобутку, на гідрометалургійних заводах та збагачувальних фабриках. Спеціалісти з високим досвідом створювали для розробки родовищ унікальну техніку та системи захисту особливо небезпечних промислових об'єктів (в тому числі і для АЕС). Центральна лабораторія була полігоном для настроювання машин, спеціальної техніки і автоматичних засобів перед експлуатацією. Подібних випробувальних майданчиків в системі Першого головного геологічного управління Міністерства середнього машинобудування більше ніде не було.
У лабораторії розроблялися механічні системи для обміну вагонеток, що потім використовувалися на уранових шахтах Смолинська, Інгульська, Нова-Глибока, а також верстати буріння «Норит», ВП-80. Зразки техніки від ЦНДЛА можна було побачити на ВДНГ у Москві в 1968 р. 

### Період громадської діяльності
Юхим Пригожин був керівником ЦНДЛА від моменту її заснування аж до 1973 року.
В 1976 році заслужений інженер закінчив трудову діяльність і почав займатися суспільними справами. Він відкрив дитячу літературну студію «Родзинка», займався створенням міського історичного музею, який відкрили 8 травня 1985 року. Серед експонатів музею сьогодні можна побачити колекцію годинників, що назбирав Пригожин.
В 1995 році Юхим Ілліч разом з літературною студією випускає збірку дитячої поезії, а також стає одним з авторів історичного нарису «Жовтим водам — 100».

### Згадка про почесного громадянина міста
Юхим Ілліч пішов з життя в листопаді 1999 року. У грудні цього ж року міська рада встановила на історичному музеї, що нині носить ім'я Пригожина, меморіальну дошку.
Юхим Ілліч — почесний житель Жовтих Вод.

## Нагороди
- Орден Вітчизняної Війни I, II ступеня
- Орден Бойового Червоного Прапора
- Два ордени Червоної Зірки
- Орден Леніна (1951)
- Орден Трудового Червоного Прапора
- Лауреат Ленінської премії (1959)
- Звання «Почесний громадянин міста Жовті Води»